# Peter Lönn
Peter Roland Mikael Lönn, né le 13 juillet 1961 à Norrköping, est un footballeur suédois, évoluant au poste de défenseur.

## Biographie

### En club
Avec l'IFK Göteborg, il remporte une Coupe de l'UEFA en 1987.

### En équipe nationale
Il est sélectionné à 7 reprises en équipe de Suède entre 1987 et 1989.
Il participe avec la sélection olympique aux Jeux olympiques d'été de 1988. Lors du tournoi olympique, il joue 4 matchs et atteint le stade des quarts de finale en étant éliminé par l'Italie.
Il reçoit sa première sélection en équipe nationale le 18 avril 1987, contre l'URSS, match au cours duquel il inscrit un but contre son camp. Il reçoit sa dernière sélection le 16 juin 1989 contre le Brésil.
Le 7 mai 1989, il joue un match face à la Pologne comptant pour les éliminatoires de la coupe du monde 1990.

## Palmarès
- Vainqueur de la Coupe de l'UEFA en 1987 avec l'IFK Göteborg
- Champion de Suède en 1982, 1983, 1984 et 1987 avec l'IFK Göteborg, en 1989 avec l'IFK Norrköping
- Vainqueur de la Coupe de Suède en 1982 et 1983 avec l'IFK Göteborg